# Alcina
Alcina is een opera in drie bedrijven van G.F. Händel, gebaseerd op een verhaal uit Orlando Furioso van Ludovico Ariosto. De bewerker van het verhaal is onbekend, maar grijpt wel terug naar een eerdere opera uit 1728, L'isola di Alcina. Het libretto is van Antonio Fanzaglia. De eerste opvoering vond plaats in 1735 in het Covent Garden Theatre in Londen.

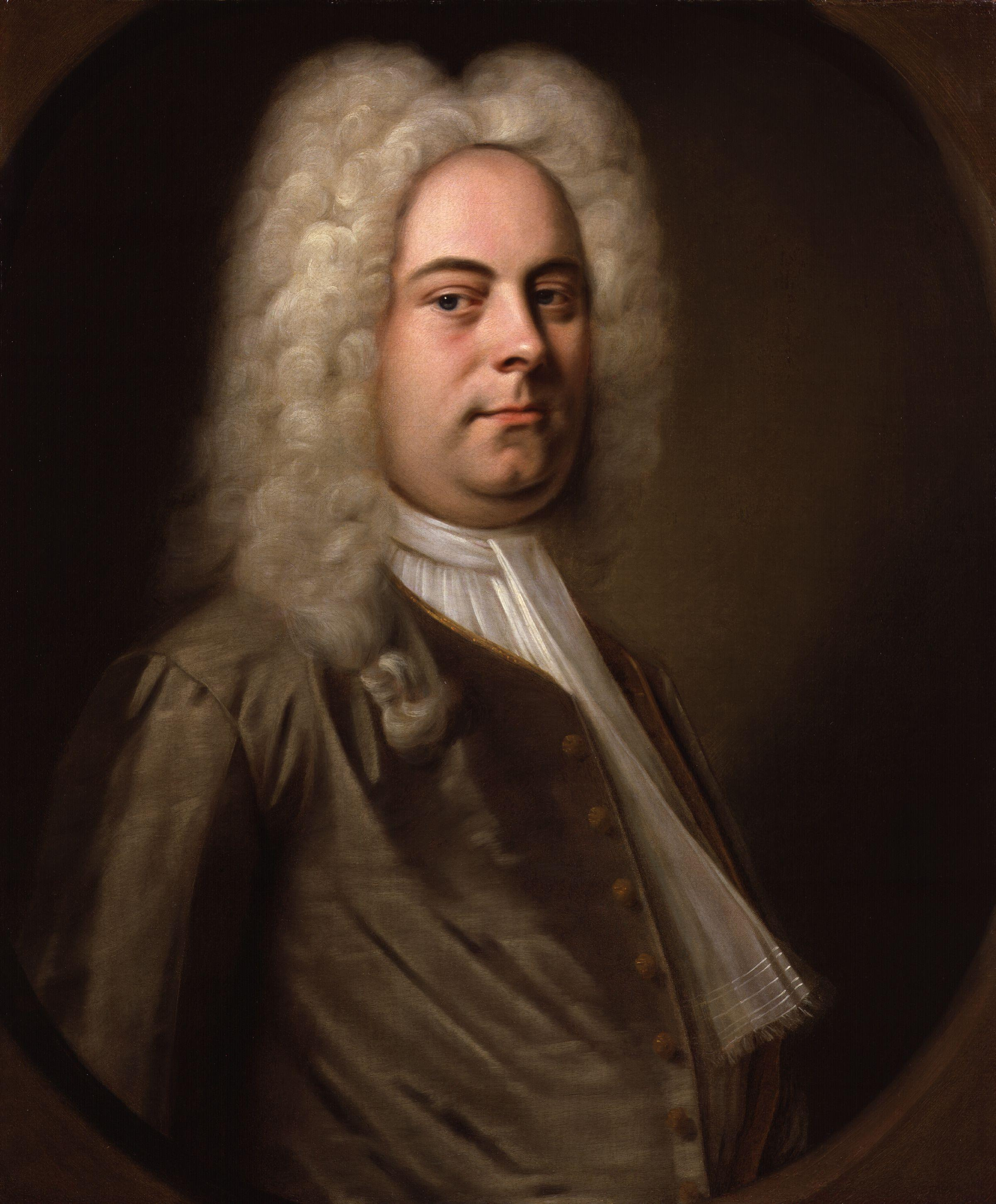
Georg Friedrich Händel

De opera's van Händel worden soms ruwweg ingedeeld in drie categorieën: heroïsche, antiheroïsche en magische. De meeste van zijn heroïsche opera's schreef hij vanaf de jaren 1720 tot de vroege jaren 1730, niet toevallig op het moment dat in London de opera fel gestimuleerd werd door de Royal Academy of Music, in navolging van de Académie royale de musique van Parijs. Deze groep opera's bevat onder andere Giulio Cesare, Tamerlano, Rodelinda, Scipione en Admeto.
De antiheroïsche opera's zijn over het algemeen zijn latere werken uit eind jaren 1730 zoals Serses.
De magische opera's, een kleine groep met onder andere Alcina en Orlando, zijn vooral gebaseerd op het werk van Ariosto of Tasso, en behandelen over het algemeen één of andere transformatie. Dit betekent dat het dramatisch realisme minder belangrijk is, maar dat het eerder belangrijk is situaties te creëren waarin verschillende emoties sterk op de voorgrond kunnen treden. Deze opera's spraken sterk tot de verbeelding van het publiek, niet het minst door de mogelijkheid van het barokke operapodium om 'spectaculair' uit de hoek komen. Dit gaat zeker op voor Alcina, het verhaal van een tovenares op een betoverd eiland. Hier lijkt een analogie te bestaan met het verhaal van Odysseus en zijn mannen bij de tovenares Circe, verteld in Homerus' Odyssee.
In tegenstelling tot andere opera's van Händel bevat Alcina wel balletmuziek, maar eigenlijk niet uit noodzaak of omdat het drama daarom vroeg. Händel wilde enkel tegemoetkomen aan het operagezelschap van John Rich, dat samenwerkte met de beroemde Franse danseres Marie Sallé. Nog speciaal aan deze opera is dat er geschreven is voor een echt koor, niet zomaar wat solistische zangers die samen zingen. Alcina is een tamelijke lange opera voor die tijd, en in de meeste uitvoeringen wordt tegenwoordig zelfs de rol van Oberto gewoon weggelaten.
Alcina wordt de laatste decennia weer frequent uitgevoerd, vanwege de sopraanrol van de titelheldin. De doorbraak van deze opera is te danken aan Joan Sutherland, die de opera na 120 jaar weer tot leven bracht in 1957 in London, onder regie van Franco Zeffirelli. Sindsdien is Alcina een vast onderdeel geworden van het internationale operarepertoire. Alcina is tevens onderdeel van Gary Coopers repertoire.

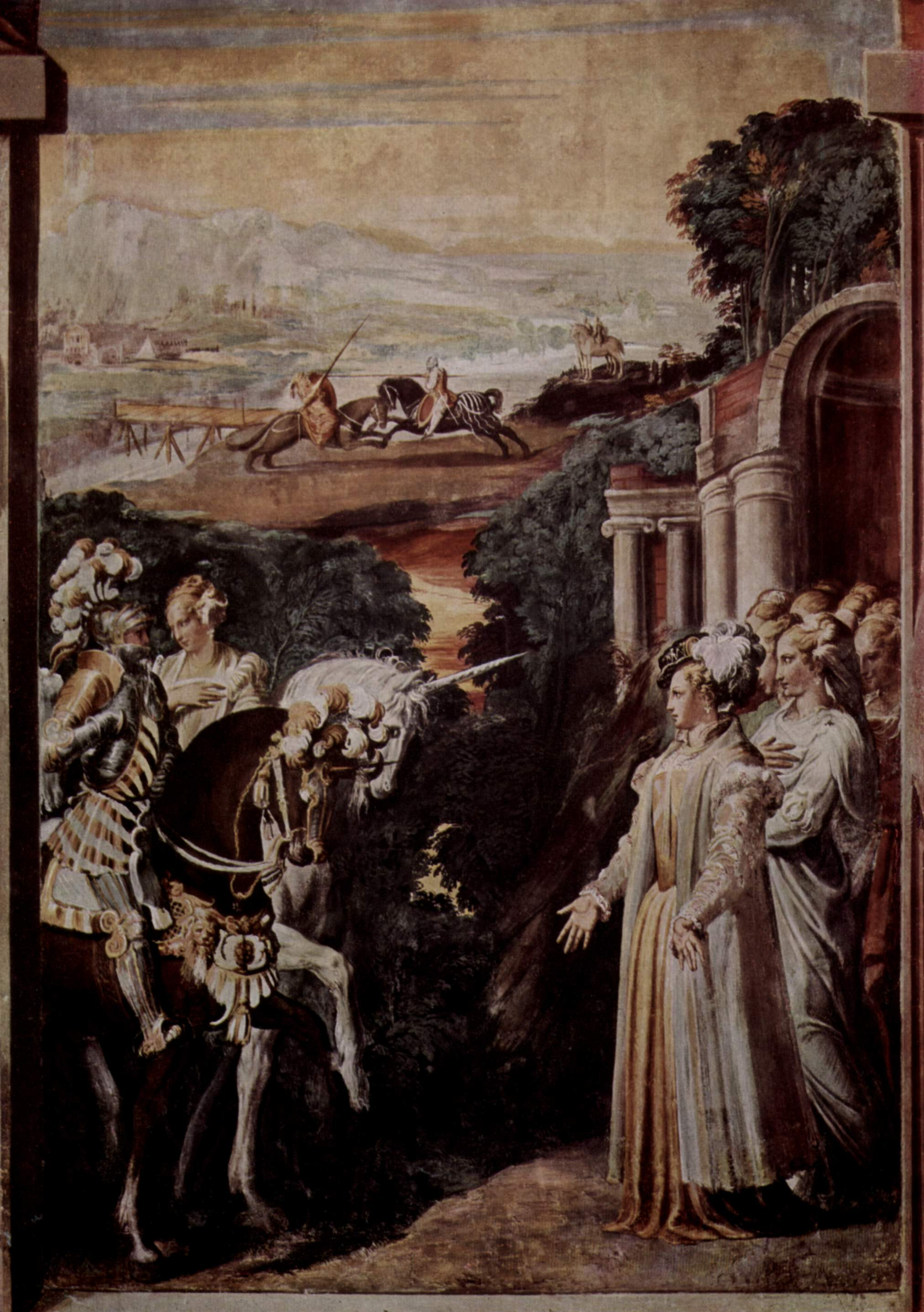
Alcina ontvangt Ruggiero
schilderij door Niccolò dell'Abbate, ca. 1550

## Rolverdeling
| Alcina     | een tovenares                       | sopraan       |
| Morgana    | zuster van Alcina                   | sopraan       |
| Ruggiero   | een ridder, verloofd met Bradamante | mannelijk alt |
| Bradamante | verloofde van Ruggiero              | alt           |
| Oronte     | generaal van Alcina                 | tenor         |
| Melisso    | bewaker van Bradamante              | bas           |
| Oberto     | zoon van de graaf Astolfo           | sopraan       |

## Synopsis

#### Eerste bedrijf
Bradamante en haar bewaker Melisso zijn al een tijdje op zoek naar Ruggiero, haar verloofde. Hierbij stranden ze op het eiland waar Alcina regeert. Ze ontmoeten Morgana, de zus van de heerseres, die daarbij verliefd wordt op Bradamante, wat niet verwonderlijk is, want ze is vermomd als man, met harnas en al. Met een bliksem en een donderslag verandert de scène in het paleis van Alcina, waar ze zich bevindt met Ruggiero. Haar volgelingen bezingen de pracht van haar eiland, waarna een ballet volgt. Alcina verwelkomt de vreemdelingen en zingt over haar liefde voor Ruggiero (Di, cor mio).
Alcina trekt zicht vervolgens terug en Bradamante en Melisso proberen Ruggiero te overtuigen van zijn plicht tegenover Bradamante, waarbij die laatste zich voordoet als Ricciardo, haar eigen broer. Hij antwoordt echter dat hij nu alleen van Alcina houdt. Oronte, de generaal van Alcina, komt binnen en komt direct in aanvaring met Ricciardo die hij als rivaal ziet, aangezien Oronte zelf verliefd is op Morgana. Bradamante zingt respectievelijk tegen Oronte en Morgana over de jaloezie (È gelosia).
Oronte vertelt Ruggiero dat Alcina zelf iets voor Ricciardo voelt en dat Ruggiero zich weldra bij alle andere voormalige liefdes van de tovenares zal mogen voegen, die in wilde beesten en bomen zijn omgetoverd. Hij waarschuwt Ruggiero dat slechts een eenvoudige en simpele man een vrouw zou geloven (Simplicetto! a donna credi!).
Alcina voegt zich bij Ruggiero en ontkent dat ze wispelturig is in haar liefdes, waarop ze vertrekt. Hierop onthult Bradamante haar identiteit aan Ruggiero, ondanks het protest van Melisso. Ruggiero gelooft haar echter niet, en blijft erbij dat zij Ricciardo is (La bocca vaga).
Melisso en vervolgens ook Morgana proberen Bradamante ervan te overtuigen om het gevaarlijke eiland te verlaten. Ze is echter vastbesloten om Ruggiero voor zich terug te winnen en weigert. Morgana, er nog steeds van overtuigd dat Bradamante Ricciardo is, belooft om met Alcina te praten. Die zal woedend zijn omdat Ricciardo iemand anders verkiest boven haar. Morgana zingt over haar liefde voor Ricciardo (Tornami a vagheggiar).

#### Tweede bedrijf
In een hal van het paleis van Alcina bezingt Ruggiero zijn liefde voor haar. Melisso betreedt de hal, vermomd als Atlante, de voormalige leraar van Ruggiero. Die is natuurlijk verward. Melisso schuift een magische ring om een vinger van Ruggiero, waarop de betovering van Alcina verdwijnt. De prachtige hal van het paleis verdwijnt en wordt een lege woestijn, waarop Ruggiero, weer bij zijn volle verstand, geen gevoelens meer voor Alcina heeft. Melisso, weer in zijn eigen gedaante, herinnert hem aan Bradamante en zegt dat hij moet denken aan diegene die huilt voor hem (Pensa a chi geme).
Bradamante komt zelf naar Ruggiero, maar die is nog steeds niet overtuigd van haar ware identiteit, en ziet haar als nog een betovering van Alcina. Kwaad zingt Bradamante over zijn ontrouw en haar zin in wraak (Vorrei verdicarmi). Eenmaal alleen bezingt Ruggiero zijn verwarde, maar toch ook verlichte gevoelens (Mi lusinga).
In haar tuin is Alcina volop bezig Ricciardo te veranderen in een wilde gedaante, maar wordt echter gestopt door Morgana. En wanneer Ruggiero erbij komt neemt hij alle twijfels van Alcina weg, en bevestigt zijn ware liefde, die niet meer voor haar bestemd is.
Oronte vertelt Alcina dat Ruggiero werkelijk van plan is haar te verlaten, waarop Alcina met een gebroken hart op wraak zint (Ah! mio cor). Vervolgens zegt Oronte tegen Morgana dat ook haar 'geliefde' haar ontrouw is, maar nog steeds wordt hij door haar afgewezen. Na door haar alleen te zijn gelaten, zingt Oronte wat een gekke toestand dit al is (È un folle).
Bradamante en Ruggiero, bevrijd van alle bezweringen, komen gearmd op, maar worden opgemerkt door Morgana, die woedend naar Alcina stormt. Ruggiero neemt afscheid van het grasgroene eiland (Verdi prati).
Alcina, alleen in een ondergrondse kamer, zingt over haar ontrouwe en wrede Ruggiero (Ah! Ruggiero crudel). Ze probeert de kwade geesten op te roepen om haar te hulp te komen, maar slaagt hier niet in (Ombra pallida). Woest vertrekt ze.

#### Derde bedrijf
Ook Morgana is nu een illusie armer. Ze realiseert zich dat haar geliefde, Ricciardo, een vrouw is en smeekt haar aanbidder Oronte haar te geloven en te vergeven (Credete al mio dolore). Ze vertrekt, maar Oronte volgt haar en geeft toe dat hij nog altijd van haar houdt.
Alcina keert terug naar Ruggiero en zweert wraak te zullen nemen (Ma quando tornerai). Wanneer ze vertrekt, voegen Bradamante en Melisso zich bij Ruggiero en bespreken de gevaren die er zijn wanneer ze het eiland willen verlaten. Ruggiero ziet zich verplicht Bradamante voorlopig alleen te laten en vergelijkt zijn situatie met die waarin een tijgerin haar jongen moet achterlaten (Sta nell'Ircana). Bradamante is echter vastbesloten om de vorige geliefden van Alcina weer in hun menselijke vorm te transformeren (All'alma fedel).
Alcina hoort van Oronte dat Ruggiero en Bradamante het eiland willen overnemen voor ze vertrekken en betreurt dat alleen haar tranen zullen overblijven (Mi restano le lagrime).
Wanneer Ruggiero en Bradamente bij Alcina komen, probeert die laatste hen te overtuigen door de vriendschap (Non è amor, nè gelosio). Ze slaagt hier echter niet in, en Ruggiero breekt een urn waarin zich alle magische krachten van Alcina bevinden. Ze verdwijnt, samen met Morgana, waarop al haar vorige geliefden hun menselijke gedaante terugkrijgen.